# Davi Santos
Davi Santos (nacido el 1 de febrero de 1990) es un actor brasileño-estadounidense, mejor conocido por su papel de Sir Ivan, el Gold Ranger en la serie de televisión Power Rangers Dino Charge y el Dr. "Joey Costa en Good Sam". Él es guionista y protagonista de The Cure, una película que se estrenó mundialmente en Festival de Cannes.

## Biografía
Santos nació en Río de Janeiro. A finales de 1990, la familia de Santos emigró a la ciudad de Nueva York y él se crio en Astoria, un barrio en la esquina noroeste de Queens.
Santos asistió a la Escuela Profesional de Artes Escénicas junto a Connor Paolo y Sarah Hyland. Se graduó de Fiorello H. LaGuardia High School. En 2008, Santos se matriculó en el Colegio de Honores Macaulay en Lehman College, donde diseñó los cursos de su Licenciatura CUNY personalizada en Filosofía Cognitiva y Artes Teatrales. En Lehman actuó en una producción de Panorama desde el puente de Arthur Miller dirigida por Susan Soetaert en 2010. Desde los 8 años se ha entrenado en artes marciales. Tiene un segundo cinturón negro Dan en Karate Shotokan.

## Carrera
Con experiencia en teatro y comerciales, Santos apareció en teatro Off-Broadway entre 2009 y 2012 en obras que se estrenaron en el Festival de Teatro de Nueva York, el Festival Samuel French Play y el Festival Fringe Internacional de Nueva York. Al final de su adolescencia, escribió y apareció en la docuficción de coming of age, Lone Prophet, utilizando cine de guerrilla en apoyo de la Ley Dream. En 2011, colaboró con Christopher J. López para crear Densely Hollow Films. Su primera película, The Cure, se estrenó en el Palacio de Festivales y Congresos del Festival de Cannes.
Una audición grabada llevó a Santos a aparecer en la serie de comedia de ABC Don't Trust the B---- in Apartment 23, después de lo cual se unió al elenco de la comedia estadounidense Mr. Box Office por dos temporadas. Continuó haciendo apariciones en televisión en How to Rock de Nickelodeon, y en Switched at Birth, Mystery Girls y Chasing Life de ABC Family.
En 2014, Santos fue elegido como Sir Ivan de Zandar, el Gold Ranger en Power Rangers Dino Charge durante dos temporadas. Repetiría el papel en dos episodios de Power Rangers Beast Morphers, "Finders Keepers" y "Grid Connection". En 2017 protagonizó la película Something Like Summer basada en la aclamada novela del mismo título. El mismo año, Densely Hollow Films comenzó la fotografía principal de su ópera prima, Adrift, producida por James Manos Jr., en la que Santos protagonizó junto a Lauren Vélez y Tony Plana. Santos también apareció en la película de terror Polaroid, que se estrenó en 2019.
En julio de 2018, Santos fue elegido como Gabe para la primera temporada de la serie dramática de fantasía de CBS All Access Tell Me a Story, que se estrenó en octubre.

## Vida personal
Santos ha dicho que se identifica con la comunidad LGBT.

## Filmografía

### Películas
| Año  | Título                       | Papel              | Notas |
| ---- | ---------------------------- | ------------------ | ----- |
| 2017 | Something Like Summer        | Tim Wyman          |       |
| 2017 | The Man from Earth: Holocene | Segundo estudiante |       |
| 2019 | Polaroid                     | Tyler              |       |
| 2019 | 47 Meters Down: Uncaged      | Ben                |       |
| 2021 | 13 Mintues                   | Daniel             |       |

### Televisión
| Año       | Título                                | Papel                    | Notas                               |
| --------- | ------------------------------------- | ------------------------ | ----------------------------------- |
| 2012      | How to Rock                           | Mark                     | Episodio: "How to Rock a Good Deed" |
| 2012-2013 | Mr. Box Office                        | Carlos                   | Recurrente, 23 episodios            |
| 2013      | Don't Trust the B---- in Apartment 23 | Anthony Pizzoli          | Episodio: "The Scarlet Neighbour"   |
| 2014      | Switched at Birth                     | Martin                   | Episodio: "Love Among the Ruins"    |
| 2015–2016 | Power Rangers Dino Charge             | Sir Ivan/The Gold Ranger | Protagonista                        |
| 2017      | Kirby Buckets                         | Apollo                   | Episodio: "Queen for a Dawn"        |
| 2017      | Will & Grace                          | Twenty-Something         | Episodio: "Who's Your Daddy"        |
| 2017      | Law & Order: True Crime               | Andy Cano                | Recurrente, 3 episodios             |
| 2018–2019 | Tell Me a Story                       | Gabe Perez               | Protagonista (temporada 1)          |
| 2020      | Power Rangers Beast Morphers          | Sir Ivan/The Gold Ranger | Invitado, 2 episodios (temporada 2) |
| 2020      | Kappa Kappa Die                       | Derrick                  |                                     |
| 2022      | Good Sam                              | Dr. Joey Costa           | Personaje regular; 12 episodios     |